# Hysterocrates sjostedti
Hysterocrates sjostedti är en spindelart som först beskrevs av Tord Tamerlan Teodor Thorell 1899.  Hysterocrates sjostedti ingår i släktet Hysterocrates och familjen fågelspindlar.
Artens utbredningsområde är Kamerun. Inga underarter finns listade i Catalogue of Life.